# Proterorhinus tataricus
Proterorhinus tataricus är en fiskart som beskrevs av Jörg Freyhof och Naseka 2008. Proterorhinus tataricus ingår i släktet Proterorhinus och familjen smörbultsfiskar. IUCN kategoriserar arten globalt som akut hotad. Inga underarter finns listade i Catalogue of Life.